# 돌마
돌마(아제르바이잔어·튀르키예어: dolma)는 중앙·서아시아와 캅카스, 남동유럽 지역의 소를 넣은 음식이다. 채소나 해산물 등의 속에 쌀이나 다른 곡물, 다진 고기, 양파, 허브 등을 채워 만든다. 아제르바이잔의 국민 음식 가운데 하나로 여겨진다.

## 이름
아제르바이잔어·튀르키예어 "돌마(dolma)"는 "채워진"을 뜻하는 형용사 "돌루(dolu)"에 부정사를 만드는 접미사 "-마크(-maq, -mak)"를 붙여 만든 동사 "돌마크(dolmaq, dolmak)"의 동사적 명사 형태로, "채워진 것"이라는 뜻이다.
터키어 "돌마(dolma)"의 어원이 되는 오스만어 "돌마(طولمه)"에서 파생한 동원어로는 페르시아어 "돌메(دلمه)", 조지아어 "톨마(ტოლმა)", 아르메니아어 "톨마(տոլմա)" 등이 있다. 역시 동원어인 그리스어 "돌마스(ντολμάς)"는 "포도잎 돌마"를 뜻한다.

## 종류
가지 돌마, 토마토 돌마, 피망 돌마 등이 대표적이다. 포도잎 돌마와 양배추 돌마 등 잎채소로 말아 만드는 것은 사르마로 불러 구분하기도 한다. 그 외에 담치 돌마, 오징어 돌마 등 해산물로 만든 돌마나 지라 돌마 등 내장으로 만든 돌마도 있다.

## 같이 보기
- 래밴기
- 사르마
- 예미스타
- 소를 넣은 채소
- 소를 넣은 음식 목록